# Erntekindergarten

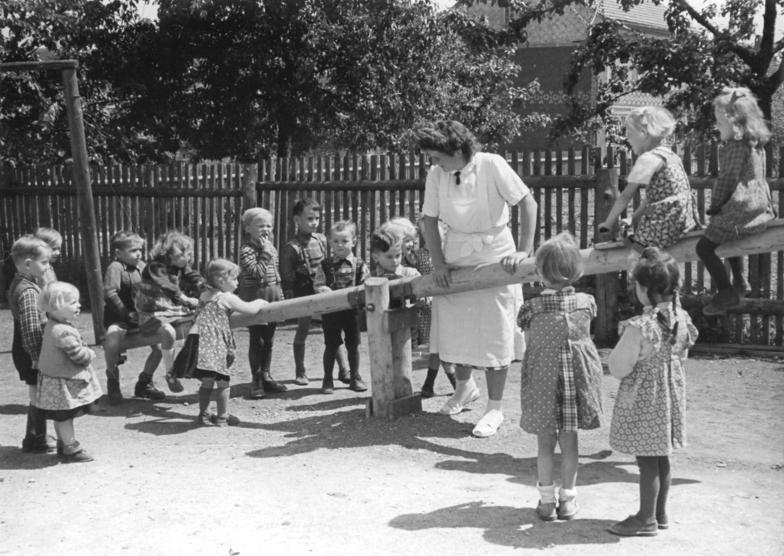
Erntekindergarten in Thörey 1955

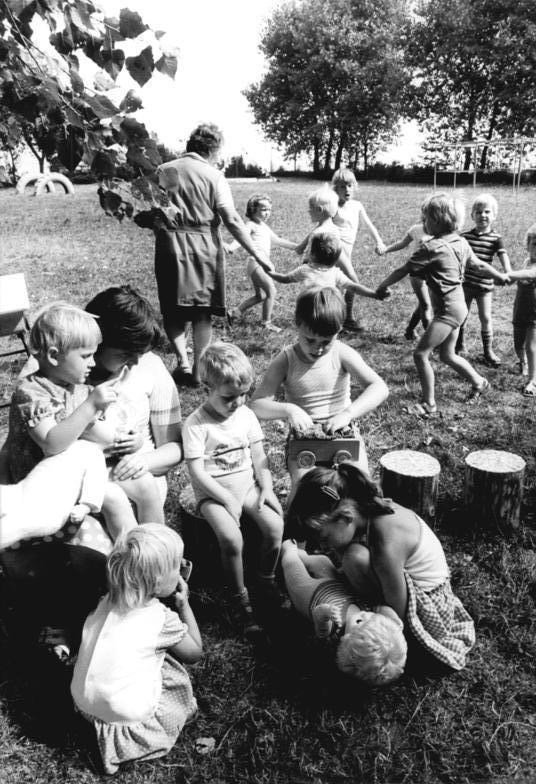
Erntekindergarten der LPG in Gerdshagen, 1983

Als Erntekindergärten werden spezielle Kindergärten bezeichnet, die in ländlichen Gebieten während der arbeitsreichen Erntemonate, meist von April bis Oktober oder November, eine Kinderbetreuung anbieten. Erntekindergärten wurden eingerichtet, um die Landbevölkerung vor allem während der Sommer- und Herbstmonate zu unterstützen, als die Mütter in der Landwirtschaft Vollzeit arbeiteten. Weit verbreitet war die Einrichtung vor allem zur Zeit des Nationalsozialismus und in der DDR.

## Geschichte
Spätestens seit Beginn des 19. Jahrhunderts ist die Institution des Erntekindergartens überliefert. Für das Jahr 1802 ist der Betrieb eines Erntekindergartens im Fürstentum Lippe überliefert. Dieser wurde von Pauline Christine Wilhelmine zur Lippe, der damaligen Regentin des Fürstentums, eröffnet. Mit dieser Einrichtung stellte sie sicher, dass die Bäuerinnen während der Ernte uneingeschränkt arbeitsfähig waren.
Nach der Machtergreifung der Nationalsozialisten wurden im gesamten Deutschen Reich verstärkt Erntekindergärten eingerichtet. Diese wurden durch die Nationalsozialistische Volkswohlfahrt kontrolliert und geführt. Zeitgenössische Statistiken der NSDAP-Reichsleitung verzeichnen für den April 1934 um die 450 Erntekindergärten, deren Anzahl bis in den Herbst des Jahres auf etwa 700 anstieg. Nach dem Anschluss Österreichs wurden auch diese Gebiete mit zahlreichen solchen Einrichtungen versehen.
Nach dem Ende des Zweiten Weltkriegs und dem Zusammenbruch des Nationalsozialismus wurde im ehemaligen Reichsgebiet damit begonnen, die sozialen Infrastrukturen wieder zu etablieren. Auch auf das Modell des Erntekindergartens wurde ab dem Ende der 1940er Jahre wieder zurückgegriffen. Vereinzelt wurden solche Institutionen in der Bundesrepublik und in Österreich geschaffen. Eine wesentlich größere Bedeutung und Verbreitung hatten sie jedoch in der DDR. In den folgenden Jahrzehnten wurden die meisten Erntekindergärten infolge der Entwicklung des Bildungswesens in ganzjährig geöffnete Kinderbetreuungsstätten umgewandelt.

## Sonstiges
In der DDR gab es unter der Bezeichnung Typ 147 EK 5/8.1 einen Erntekindergarten als Fertighaus, das im VEB Holzbaukombinat Nord in Stralsund produziert wurde. Das Gebäude maß etwa 6,4 Meter mal 10 Meter und kostete 7900 Mark. Laut Herstellerangaben dauerte der Aufbau der Fertigteilbaracke 90 Stunden. Neben der Verwendung als Erntekindergarten war die Nutzung als Baustellenunterkunft, als Büro- oder als Sanitätsgebäude vorgesehen.